# Эанеш, Жил
Жил Эа́неш (порт. Gil Eanes; [ʒiɫ i'ɐnɨʃ]) — португальский мореплаватель XV века.
Был оруженосцем (порт. escudeiro) у Генриха Мореплавателя. Совершил несколько морских путешествий вдоль африканского побережья. В 1433 году достиг Канарских островов. В 1434 году первым обогнул мыс Бохадор (ныне известный как Буждур), что послужило началом эпохи великих географических открытий. До Эанеша было совершено пятнадцать неудачных попыток обогнуть этот мыс.
В своих донесениях он указывал, что судну удалось пройти на 50 лиг вдоль африканского побережья далее мыса Бохадор, и нигде не было замечено следов присутствия явных врагов, причём «плыть под парусами здесь так же легко, как и у нас дома, а страна эта богата и всего в ней в изобилии».
Затем имя мореплавателя долгое время не фигурирует в летописях. Через десять лет он упоминается как участник коммерческих экспедиций в должности второго капитана, ещё два года спустя, в 1446 году — как командир флагманского корабля в кампании против мавров в Северной Африке.